# Comuna Rusava, Iampol
Rusava (în ucraineană Русава) este o comună în raionul Iampol, regiunea Vinița, Ucraina, formată din satele Radeanske și Rusava (reședința).

## Demografie
Componența lingvistică a satului Rusava
     Ucraineană (98,3%)
     Rusă (1,52%)
     Alte limbi (0,18%)
Conform recensământului din 2001, majoritatea populației satului Rusava era vorbitoare de ucraineană (98,3%), existând în minoritate și vorbitori de rusă (1,52%).